# Pater Josephus
Pater Josephus (även Josefus, Josepho, Josefo, här används stavningen på hans gravsten) var kyrkopräst i Indal 1480 fram till sin hastiga död 1510. En av hans efterträdare, kyrkoherde Johannes Clemens Thelaus berättar i en anteckning från 1600-talet om honom och hans levnadsöde. En sentida efterträdare, kyrkoherde Lars Hoflin, omtalar i en skrift från 1942 att anteckningen då ännu fanns bevarad i Indals kyrkoarkiv.
Josephus var till börden finne och var ”en lärd, skarpsinnig och förståndig man”. Han var katolik. Genom noggrannhet i religiösa avseenden levde han ogift.
Han var byggnadskunnig och traditionen bjuder att han initierade byggandet av flera kyrkor i de omkringliggande bygderna. Han tillskrivs Lidens gamla kyrka, Indals gamla stenkyrka (nu riven), Ljustorps kyrka, Ragunda (Fors sockenkyrka), Selångers gamla kyrka (i dag kyrkoruin) och (Sköns socken, i dag riven).
- Lidens gamla kyrka uppfördes på Josephus initiativ.[1]

- Indals gamla stenkyrka byggdes om, eller eventuellt nyuppfördes helt av Josephus. Kyrkan revs i samband med att den nya kyrkan byggdes.[1]

- Ljustorps kyrka hade snarare blivit ombyggd, än uppförd av Josephus, då denna sannolikt uppfördes på 1200-talet. Traditionen bjuder att det var Josephus som stod för ombyggnaden på 1400-talet. Kyrkans östra och norra murar ingår nu i den nya kyrkan som byggdes 1757.[1]

- Selånger gamla kyrkas kor och långhus uppfördes på 1200-talet, men tillbyggnader och tegelvalvsbeslagning kan eventuellt tillskrivas Josephus. Kyrkan är i dag en ruin.[1]

- Sköns gamla kyrka hade troligen sitt ursprung på 1100-talet. Här skulle det därför också vara frågan om en om, eller tillbyggnad. Om Josephus verkligen hade något med kyrkan att göra är oklart, Hoflin (1917) anger Josephus som grundläggare, detta enligt en nedtecknad tradition i Indal. I Sveriges kyrkor (1939) nämns inget om Josephus i samband med kyrkan. Gamla kyrkan i Skön är nu riven i samband med att nya kyrkan byggdes.[1]

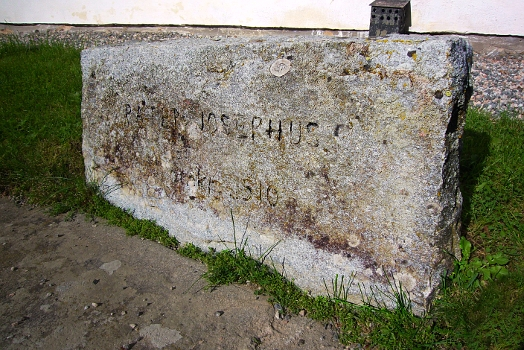
Pater Josephus gravsten utanför Indals kyrkas södra fasad.

## Död 1510
Josephus drunknade enligt minnesanteckningarna då han olyckligen föll vid en överfärd av Indalsälven år 1510, samma år som kyrkan i Liden stod färdig. Anteckningen lyder:  ""Genom ett ödesdigert och plötsligt fall blef han uppslukad af vattnet i Indalsälvens strida ström mellan byn Boda i Medelpad och "Esset" i Jämtland. Här störtar en sidoström ner. Invånarna kalla detta ställe ”Strupen”. Härifrån följde hans kropp med strömmen en sträcka af 9 mil och fördes genom dess vilda ström till gränsen av Indals socken. Bebyggarne kalla stället "Ämnetsnacken". Där restes ett minnesmärke, enligt folkets sed i korsform. Och sedan liket uppdragits ur vattnet, jordades det i Indals kyrkogård vid ingången till kyrkans vapenhus under en klipphäll eller ett ohugget och ganska obearbetat klippblock"".  Källorna anger två olika varianter av citatet. Här anges ett sammandrag.